# Championnats du monde de badminton 1997
Navigation
Lausanne 1995 Copenhague 1999
Les 10e Championnats du monde de badminton se sont tenus du 24 mai au 1er juin 1997 au Scotstoun Centre à Glasgow en Écosse. La compétition a été organisée par la fédération internationale de badminton.

## Résultats
| Épreuve       | Or                              | Argent                          | Bronze                           |
| ------------- | ------------------------------- | ------------------------------- | -------------------------------- |
| Simple hommes | Peter Rasmussen                 | Sun Jun                         | Heryanto Arbi                    |
| Simple hommes | Peter Rasmussen                 | Sun Jun                         | Poul-Erik Høyer Larsen           |
| Simple dames  | Ye Zhaoying                     | Gong Zhichao                    | Han Jingna                       |
| Simple dames  | Ye Zhaoying                     | Gong Zhichao                    | Wang Chen                        |
| Double hommes | Candra Wijaya et Sigit Budiarto | Yap Kim Hock et Cheah Soon Kit  | Lee Dong-soo et Yoo Yong-sung    |
| Double hommes | Candra Wijaya et Sigit Budiarto | Yap Kim Hock et Cheah Soon Kit  | Ricky Subagja et Rexy Mainaky    |
| Double dames  | Ge Fei et Gu Jun                | Qin Yiyuan et Tang Yongshu      | Eliza Nathanael et Resiana Zelin |
| Double dames  | Ge Fei et Gu Jun                | Qin Yiyuan et Tang Yongshu      | Qiang Hong et Liu Lu             |
| Double mixte  | Liu Yong et Ge Fei              | Jens Eriksen et Marlene Thomsen | Trikus Heryanto et Minarti Timur |
| Double mixte  | Liu Yong et Ge Fei              | Jens Eriksen et Marlene Thomsen | Michael Søgaard et Rikke Olsen   |

## Tableau des médailles
| Rang | Nation       | Or | Argent | Bronze | Total |
| ---- | ------------ | -- | ------ | ------ | ----- |
| 1    | Chine        | 3  | 3      | 3      | 9     |
| 2    | Danemark     | 1  | 1      | 2      | 4     |
| 3    | Indonésie    | 1  | 0      | 4      | 5     |
| 4    | Malaisie     | 0  | 1      | 0      | 1     |
| 5    | Corée du Sud | 0  | 0      | 1      | 1     |